# USS Gearing (DD-710)
«Ґірінґ» (англ. USS Gearing (DD-710)) був головним кораблем есмінців класу «Ґірінґ» (або типу за російською класифікацією) у складі ВМС США. Його названо на честь трьох поколінь родини Ґірінґ, — командира Генрі Чалфанта Ґірінґа-старшого, капітана Генрі Чалфанта Ґірінґа-молодшого та лейтенанта Генрі Чалфанта Ґірінґа, III.

## Будівництво
Ґірінґ був закладений 10 серпня 1944 року федеральною компанією—суднобудівним доком Federal Shipbuilding & Drydock Co у м. Карні, штат Нью-Джерсі. Спонсором 'Ґірінґа була пані Томас М. Фоулі, дочка командира Ґірінґа. Есмінець Ґірінґ введений в експлуатацію 3 травня 1945 року під командуванням командира Т. Г. Коупмена.

## Історія

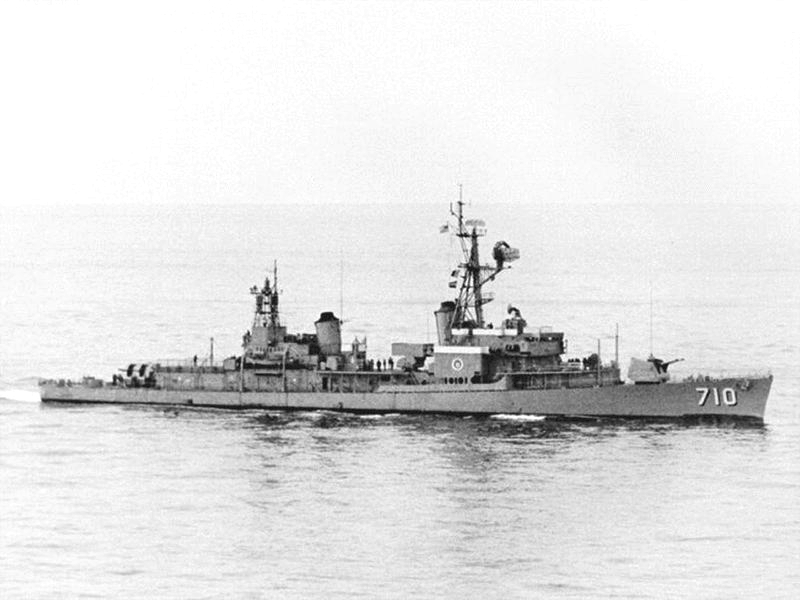
Ґірінґ після модернізації FRAM I у 1967 році

Після обкатки біля берегів Куби Ґірінґ дістався до Норфолка 22 липня 1945 р. і використовувався для навчань екіпажів інших есмінців, які вводились в експлуатацію, аж поки став на якір у бухті Каско, штат Мен, 5 жовтня. Ґірінґ заплив до Пенсаколи, штат Флорида, 4 листопада для перевірки авіаносця «Рейнджер» під час його кваліфікаційних операцій.
Повернувшись до Норфолка 21 березня 1946 р., він брав участь в операції мирного часу вздовж атлантичного узбережжя Північної та Південної Америки, в Карибському басейні, відвідавши Монтевідео в Уругваї та Ріо-де-Жанейро в Бразилії. Ґірінґ відплив 10 листопада 1947 року у своє перше Середземноморське плавання, відвідавши Алжир, Мальту, Італію та Францію, перш ніж знову причалити в Норфолку 11 березня 1948 року.
Операції мирного часу вздовж східного узбережжя та в Карибському басейні підготували есмінець до другого плавання в європейські води; есмінець відвідав більшість країн Середземного моря з 10 листопада 1947 року до 11 березня 1948 року і повторив цю довгу подорож з 4 січня до 23 травня 1949 року.
Восени 1949 р. Ґірінґ брав участь в операції «Frostbite» — арктичному плавальному випробуванні з метою опрацювання методик і обладнання для холодної погоди. Він продовжував завдання біля східного узбережжя США та в Карибському басейні до 1950 року. Ще одне плавання з 10 січня до 17 травня 1951 року привело есмінець із Норфолка в Середземне море і назад; решту року займали навчальні плавання аж на північ до Галіфакса та на південь до кубинських вод.
Після того Ґірінґ мав ті самі схеми операцій мирного часу, яких він дотримувався і в 1960-х: плавання «Med», як правило, один раз на рік, і тренування в Атлантиці та Карибському басейні. Такий режим підтримував його в готовності до виконання морських бойових завдань. Він також брав участь у переговорах під час захоплення лайнера «Санта-Марія» португальськими сепаратистами, і був модернізований та капітально відремонтований у кінці 1961 — на початку 1962 у Бостоні.
.
У жовтні 1962 р. Ґірінґ взяв участь у американській морській блокаді Куби у відповідь на кубинську ракетну кризу через встановлення радянських ядерних балістичних ракет на цьому острові, і першим перехопив радянський танкер «Бухарест» та пізніше пропустив його до Куби. Після завершення дипломатичного врегулювання цієї кризи Ґірінґ повернувся до Норфолка 1 листопада 1962 року. До кінця 1962 року він продовжував операції в Атлантиці.
Після участі в операції «Трамплін-63» на початку 1963 року, Ґірінґ відплив до Середземного моря в березні, служачи в складі 6-го флоту США протягом літа. У вересні він повернувся до Ньюпорта на капітальний ремонт «FRAM I». Після операцій у Карибському басейні та Північній Атлантиці навесні та влітку 1964 р. Ґірінґ увійшов до Середземного моря 4 жовтня, щоб приєднатися до 6-го флоту. Повернувшись додому у порт приписки на початку 1965 року, він продовжував службу в Атлантичному флоті в 1967 році.
Він був виведений з експлуатації в 1973 році, списаний 1 липня 1973 року і проданий на брухт 6 листопада 1974 року.